# أدريان فرنانديز
أدريان فرنانديز (بالإسبانية: Adrián Eduardo Fernández)‏ مواليد 28 نوفمبر 1980 هو لاعب كرة قدم أرجنتيني سابق كان يلعب كمهاجم شارك خلال مسيرته في 92 مباريات.

## أندية لعب لها
- نادي سانت غالن
- نويفا شيكاجو
- نادي الشعب
- نادي شافهاوزن
- نادي تشيرنو مور فارنا
- كولو-كولو
- ذي سترونغيست

## روابط خارجية
- أدريان فرنانديز على موقع قاعدة بيانات كرة القدم.إي يو (الإنجليزية)
- أدريان فرنانديز على موقع Soccerway.com (الإنجليزية)
- أدريان فرنانديز على موقع عالم كرة القدم.نت (الإنجليزية)